# فرودگاه جوانی
فرودگاه جوانی (به انگلیسی: Jiwani Airport) یک فرودگاه همگانی با کد یاتا JIW است که یک باند فرود کامپوزیت دارد و طول باند آن ۱۶۲۵ متر است. این فرودگاه در کشور بلوچستان قرار دارد و در ارتفاع ۵۷ متری از سطح دریا واقع شده‌است.